# Symphonion

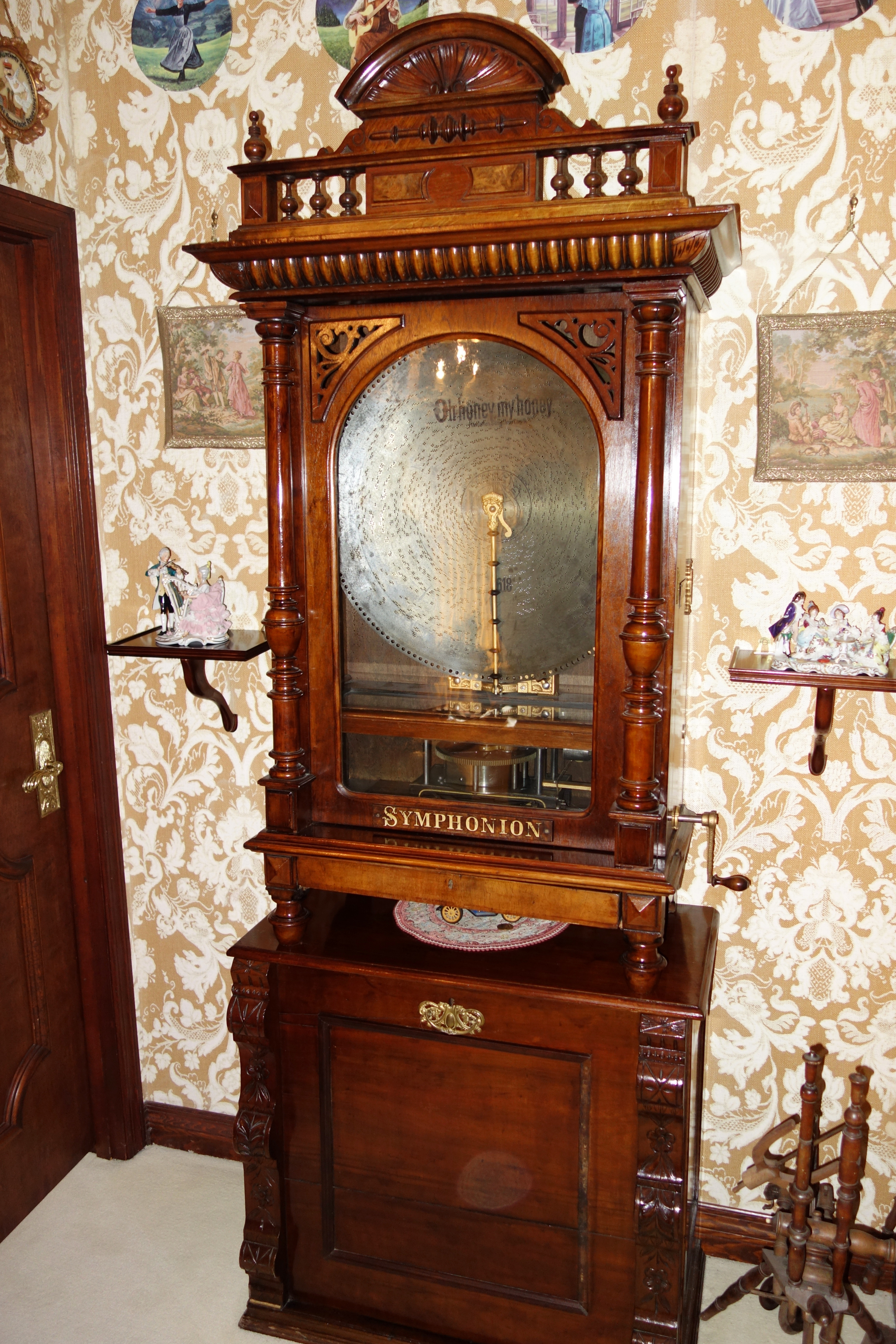
Symphonion - Bayernhof Museum

Het Symphonion is een schijvenspeeldoos die werd geproduceerd door
Symphonion Musikwerke in Leipzig (Duitsland). Het was een van Duitslands grootste fabrikanten van  schijvenspeeldozen en de bijbehorende metalen platen (Lochplatten).

## Geschiedenis bedrijf
- 1885, Paul Lochmann begon zijn bedrijf Lochmannscher Musikwerke, Kuhno Lochmann & Co, het product kreeg de naam Symphonion
- 1889, Gustave Brachhausen en Paul Rissner verlaten het bedrijf en richtten een eigen fabriek Polyphon op, de naam van het bedrijf werd gewijzigd in: Fabrik Lochmannscher Musikwerke AG.
- 1898, De gebroeders Lochmann verlieten het bedrijf (Symphonion) en richtten in Zeulenroda het bedrijf Original Musikwerke Paul Lochmann G.M.B.H.
- 1902, bedrijfsnaam: Symphonion Fabrik Lochmannscher Musikwerke AG.
- 1908, bedrijfsnaam: SymphonionFabrik AG.
- 1912, bedrijfsnaam: SymphonionWerke GmbH.
- 1915, 27 juli faillissement.

De eerste aandeelhouders waren Paul Lochmann, Ernst Lochmann  en Eduard Kuhno (Eilenburg, 4 mei 1846 - Eilenburg, 18 november 1898).
Het bedrijf was zeer succesvol, al in 1891 werden 31.000 muziekdozen geproduceerd, en waren er 180 mensen in dienst. Na 1900 werden ook automatische piano's en grammofoons verkocht.
Na de opkomst van de radio en grammofoon aan het begin van de 20e eeuw viel de productie van dit soort apparaten langzaamaan stil.

## Beschrijving

schematische weergave werking tandrad

Het ontwerp van het Symphonion was geïnspireerd door speeldozen met geperforeerd karton schijven van Miguel Boom in 1883.
De apparaten bestaan uit een behuizing, een veermotor, de aandrijving, de speelkam met een aantal tongen, soms met uitbreidingen zoals bellen, trommels of pijpwerk.
De dunne stalen platen waren voorzien van langwerpige gaten waarvan het uitgestanste materiaal aan de achterzijde een nokje vormde dat het mechaniek voor de juiste toon aandreef.
De veermotor laat de metalen plaat draaien, de plaat wordt aangedrukt tegen de tandas door rollen die gemonteerd zijn op de dwangstang.
De plaat wordt aangedreven door 2 nokken bij de centrale as, er zijn ook platen met een fijn getande rand voor de aandrijving van de beweging.
De tandas is een as met onafhankelijk ronddraaiende tandraderen met 6 tanden die zijn voorzien haakjes.
De inkepingen in de plaat bewegen de raderen op de tandas die op hun beurt met de vorige/volgende tand de tongen van de speelkam aanslaan.
De platen werden in allerlei formaten geproduceerd met een breed scala
aan muziekstukken afgestemd op het land van verkoop
De veermotor werd opgewonden en met een hendel kon de muziek worden gestart.
Voor gebruik in openbare ruimten waren er ook apparaten met muntinworp, in Nederland 1 cent en in chicquere gelegenheden 2,5 cent.

## Afbeeldingen

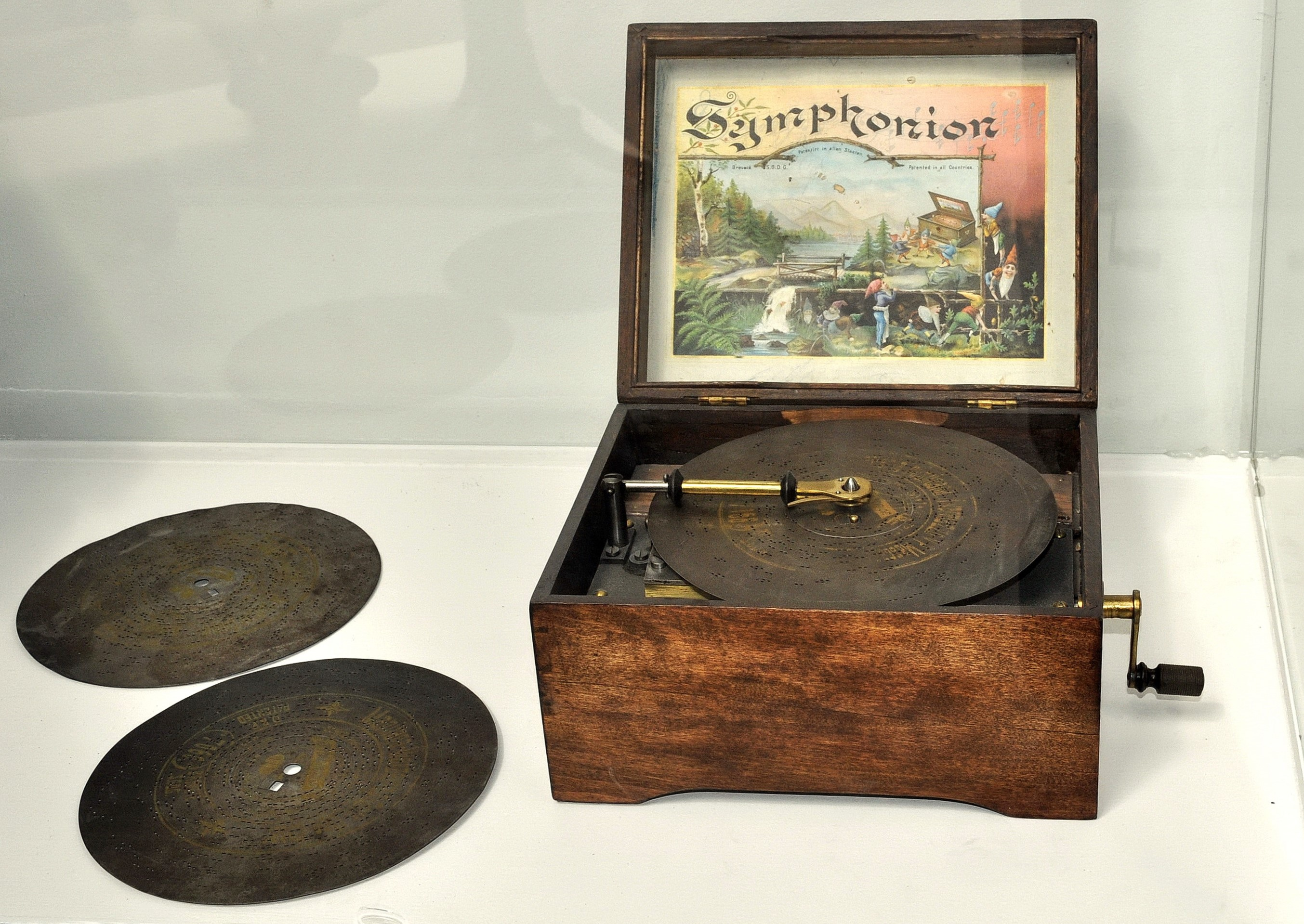
Staand met platenkast
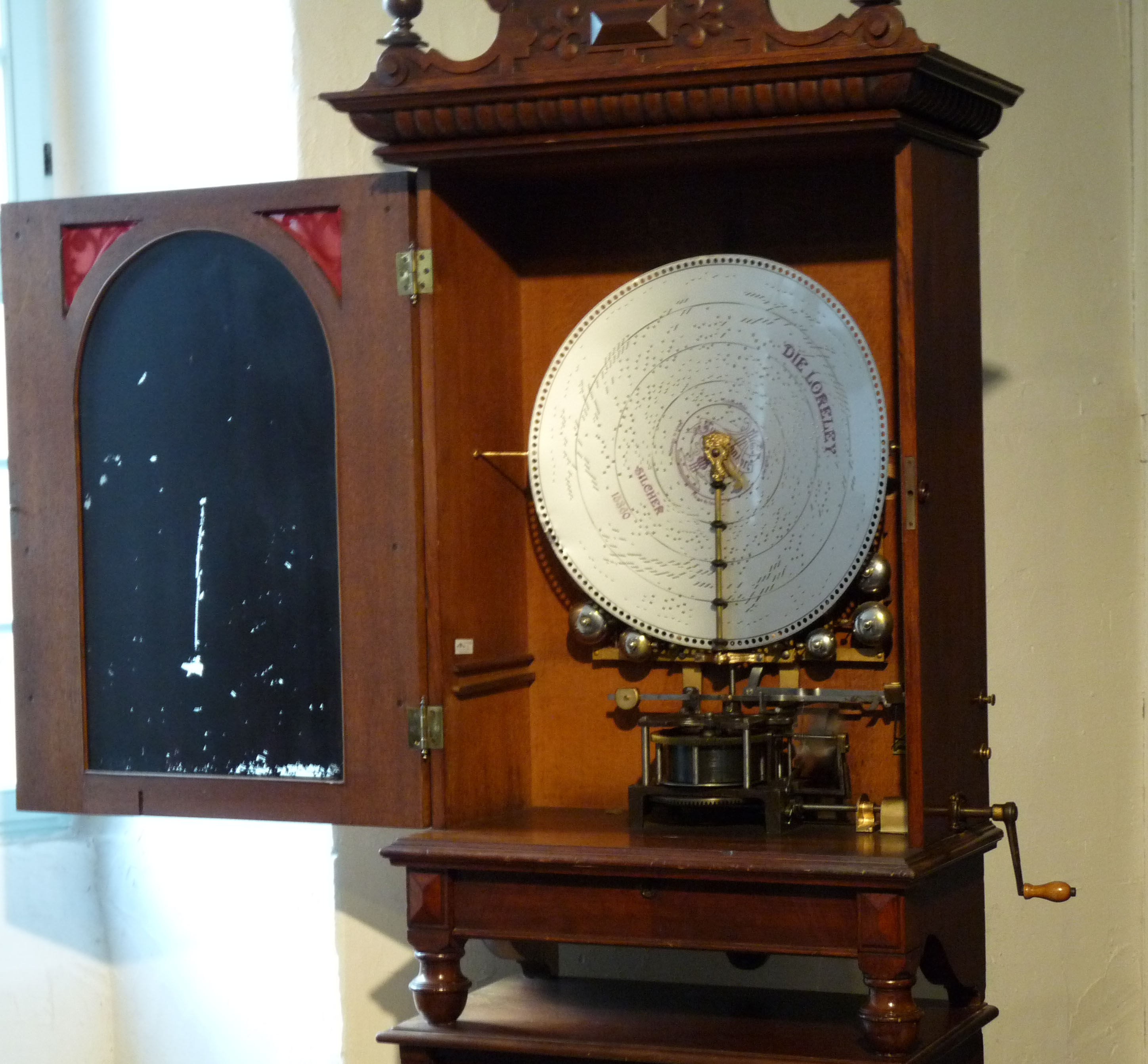
Met bellen
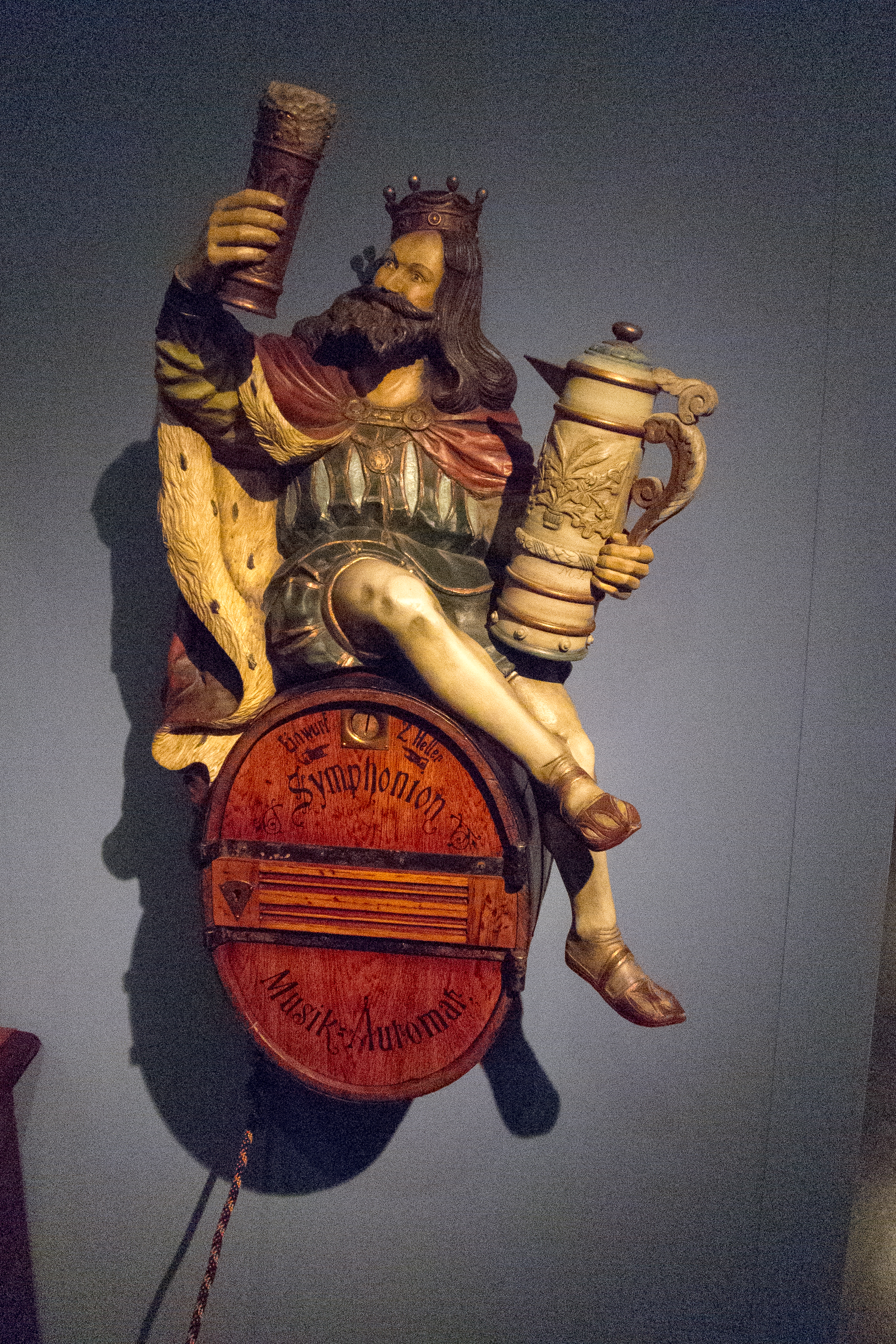
Symphonion koning, automaat met geldinworp
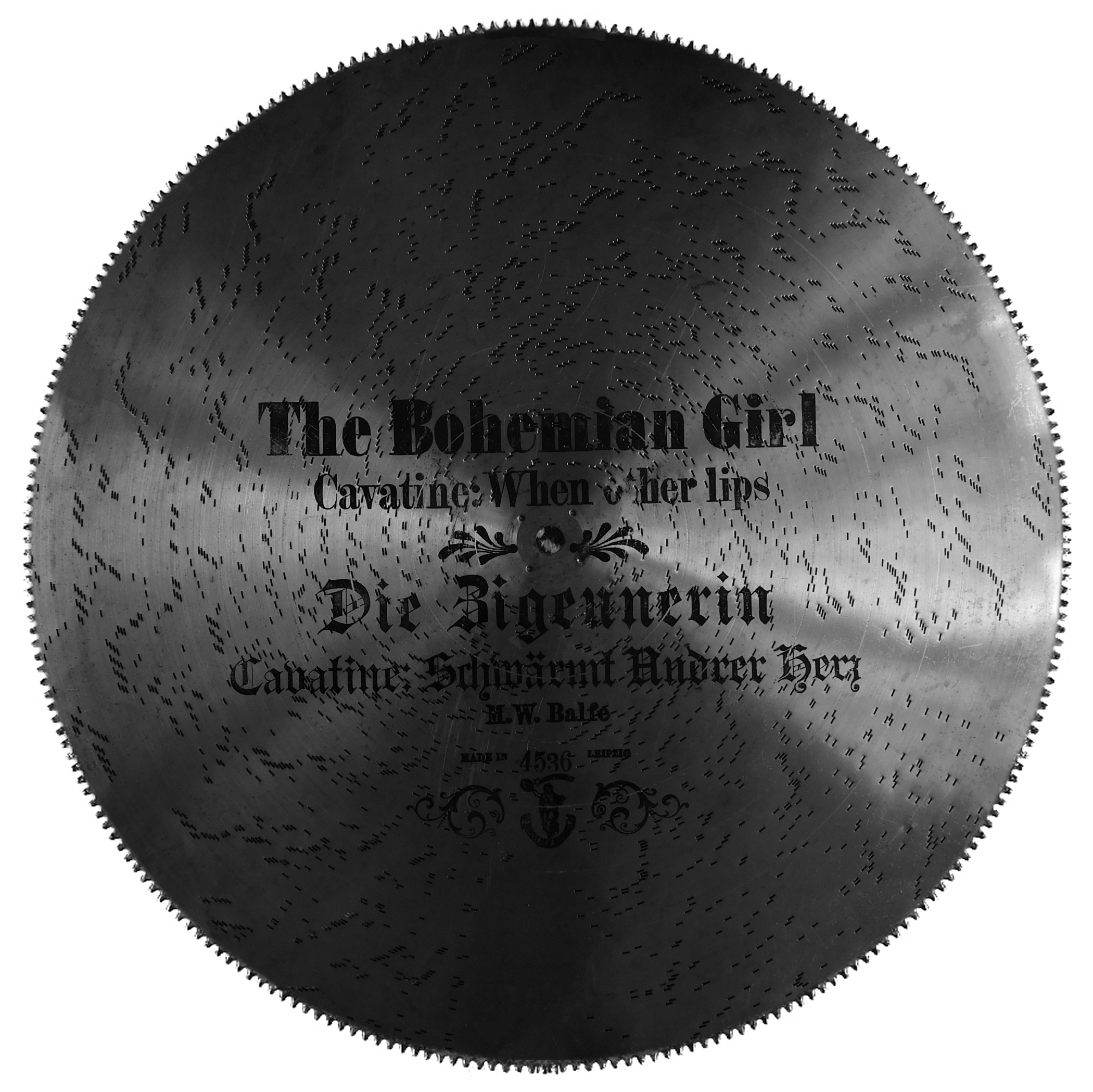
getande plaat

## Trivia
Het instrument Symphonium (knoppenharmonica) was een vinding van de Engelse uitvinder Charles Wheatstone in 1829.